# TuS Bövinghausen
Der TuS Bövinghausen 04 e. V. war ein deutscher Fußballverein im Stadtteil Bövinghausen der nordrhein-westfälischen Stadt Dortmund. Die erste Mannschaft des Vereins nahm in der Saison 1944/45 an der erstklassigen Gauliga Westfalen teil. 2022 gelang der Aufstieg in die fünftklassige Oberliga Westfalen. Anfang 2025 wurde ein Insolvenzverfahren eröffnet, woraufhin der Verein am 26. März 2025 aufgelöst und der Spielbetrieb eingestellt wurde.

## Geschichte

### Gründung bis Zweiter Weltkrieg
Der Verein wurde im Jahr 1904 als BC Bövinghausen 04 gegründet. Die erste Mannschaft stieg zur Saison 1934/35 in die zweitklassige Bezirksklasse Westfalen auf. Innerhalb der Gruppe Dortmund belegte man mit 22:26 Punkten den siebten Platz. Nach einer weiteren Platzierung im Mittelfeld in der Folgesaison reichte es nach der Spielzeit 1936/37 mit 16:28 Punkten für den elften Platz, womit die Mannschaft in die Kreisklasse abstieg. Danach gelang der Wiederaufstieg und in der Saison 1943/44 die Gruppe zu gewinnen. Dadurch durfte die Mannschaft in der Saison 1944/45 an der erstklassigen Gauliga Westfalen innerhalb der Gruppe 2 teilnehmen. Da die Meisterschaft kriegsbedingt im September 1944 abgebrochen wurde, konnten nur wenige Spiele ausgetragen werden, wobei der BC kein Spiel austrug.

### Nachkriegszeit
Nach dem Ende des Zweiten Weltkriegs wurde aus dem Verein der heutige TuS Bövinghausen. Der Verein spielte zumeist auf Kreisebene. Von 1971 bis 1984 spielten die Bövinghausener in der Bezirksliga. Die besten Platzierungen waren Rang drei in der Saison 1971/72 und Platz vier in der Saison 1976/77. Ansonsten belegte die Mannschaft Platzierungen im Mittelfeld der Tabelle. 1991 wurde der Wiederaufstieg in die Bezirksliga als Vizemeister knapp verpasst. Anschließend rutschte die Mannschaft in der Tabelle hinab und musste 1997 den Gang in die Kreisliga B antreten. Dort gelang der direkte Wiederaufstieg, dem 2001 die Rückkehr in die Bezirksliga folgte. Die Klasse konnte zwei Jahre gehalten werden, ehe die Bövinghausener 2003 in die Kreisliga A und ein Jahr später in die Kreisliga B absteigen mussten.
Die Mannschaft pendelte nun zwischen der Kreisliga A und B. In der Saison 2006/07 gelang der Wiederaufstieg in die Kreisliga A, dem zwei Jahre später der Abstieg folgte. Die Saison 2008/09 beendeten die Bövinghausener mit 34 Punkten. Da der SV Westrich ebenfalls 34 Punkte hatte, musste ein Entscheidungsspiel um den Abstieg her, welches der TuS mit 2:4 nach Verlängerung verlor und in die Kreisliga B abstieg. Nach stückweiser Steigerung gelang in der Saison 2012/13 die nächste Meisterschaft mit 75 Punkten und der Aufstieg. In der Folgesaison 2013/14 gelang mit 57 Punkten in der Kreisliga A der vierte Platz, worauf mit 72 Punkten die Meisterschaft und der Aufstieg in die Bezirksliga folgte. Nach dem Aufstieg wurden alle 30 Spiele verloren und ein Torverhältnis von 13 Toren zu 156 Gegentoren (−143) erzielt. Durch weitere Vorkommnisse schloss man die Saison mit −4 Punkten ab und besiegelte den Abstieg.

### Aufstieg bis in die Westfalenliga
Zwei Spielzeiten später gelang mit 72 Punkten die Meisterschaft in der Kreisliga A. Mit 77 Punkten gelang in der folgenden Bezirksligasaison 2018/19 die nächste Meisterschaft. In diese Spielzeit fiel auch die Verpflichtung des ehemaligen Bundesliga-Spielers Thorsten Legat als Trainer, welcher den Kader zugleich um mehrere Spieler aus höheren Spielklassen verstärkte. Bereits Ende Oktober 2019 löste dieser seinen Vertrag wieder auf. Auf Legat folgte der Präsident des Vereins, Ajan Dzaferoski, als Trainer in Personalunion. Auf diesen folgte Dimitrios Kalpakidis. In der durch die COVID-19-Pandemie abgebrochenen Saison 2019/20, stand die Mannschaft nach 20 Spielen mit einem Punkteschnitt von 2,15 Punkten auf dem zweiten Platz, nur noch vom SV Wacker Obercastrop übertroffen. Da auch die Zweitplatzierten aufsteigen durften, bedeutete dies für den TuS den dritten Aufstieg in Folge. Somit spielte die Mannschaft bis 2022 in der sechstklassigen Westfalenliga.
Nach dem Aufstieg wurde der Aufstiegstrainer Kalpakidis entlassen. Dafür übernahm der ehemalige Abwehrspieler Sven Thormann, welcher in der Vorsaison noch für die Mannschaft auflief, das Training. Er war in der Zeit vor Legat bereits eine Zeit lang Spielertrainer gewesen. Große überregionale Aufmerksamkeit bekam der Verein im Januar 2021, als er den ehemaligen deutschen Nationalspieler Kevin Großkreutz verpflichtete. Noch einmal Aufmerksamkeit bekam der Verein kurz danach, als die Forderung seitens des Präsidenten des Vereins aufkam, nur gegen Bezahlung ein Testspiel zu bestreiten – was zwar bei höherklassigen Mannschaften allgemein üblich ist, jedoch bei einem Westfalenligisten durchaus verständlicherweise für Empörung sorgte. Dazu äußerte sich der Wirtschaftsratsvorsitzender des VfL Schwerte, Bernd Arnhold in den Ruhr Nachrichten wie folgt: Dass Vereine ab der Regionalliga aufwärts eine Antrittsprämie verlangen, könne er verstehen, [...] aber doch nicht als Westfalenligist. 2022 wurde der Verein mit einem Vorsprung von 19 Punkten vor dem Zweiten Meister der Staffel 2 der Westfalenliga und stieg somit in die fünftklassige Oberliga Westfalen auf.

### Oberliga Westfalen
In der ersten Oberligasaison 2022/23 gelang dem damals in die Regionalliga strebenden Verein das Erreichen des fünften Tabellenplatzes. Nachdem der Verein im Oktober 2022 in das Visier der Staatsanwaltschaft Dortmund geriet, die gegen den Vereinspräsidenten Ajan Dzaferoski und den Geschäftsführer des Vereins Safet Dzaferoski aufgrund von Steuerhinterziehungen im „niedrigen sechsstelligen Bereich“ ermittelten geriet der Verein nach dem Urteil im Januar 2024 in finanzielle Schieflage. Nachdem der Saisonendspurt 2022/23, bei dem der Aufstieg in die Regionalliga verpasst wurde, sowie der Saisonstart 2023/24 misslangen, trat Trainer Christian Knappmann zurück. Daraufhin übernahm Barış Özbek als Trainer, welcher jedoch nur bis zur Winterpause blieb und anschließend durch Danny Voß ersetzt wurde. 
Nachdem in der Winterpause der Saison 2023/24 das Ziel des Aufstiegs in die Regionalliga aufgegeben wurde und stattdessen der Klassenerhalt als Ziel deklariert wurde, verließ fast die gesamte Mannschaft inklusive Trainer Barış Özbek den Verein. Anschließend wurde eine fast komplett neue Mannschaft zusammengestellt. Schließlich gelang der knappe Klassenerhalt. 
Aufgrund der finanziellen Schieflage durch das Urteil zur Steuerhinterziehung wurde schließlich Anfang 2025 ein Insolvenzverfahren eröffnet, woraufhin der Verein am 26. März 2025 offiziell aufgelöst und der Spielbetrieb während der Rückrunde der Saison 2024/25 der Fußball-Oberliga Westfalen eingestellt wurde. Damit endete die Vereinsgeschichte nach knapp 121 Jahren.

## Persönlichkeiten
- Kevin Großkreutz (* 1988), Spieler – zeitweise auch Trainer – von 2021 bis 2023 und vorher u. a. bei Borussia Dortmund und deutscher Nationalspieler
- Thorsten Legat (* 1968), Trainer im zweiten Halbjahr 2019 und vorher u. a. Spieler beim VfL Bochum
- Hugo Mantel (1907–1942), später Spieler beim Dresdner SC und deutscher Nationalspieler
- Mahmoud Najdi (* 1989), Spieler von 2016 bis 2017 und vorher u. a. beim Wuppertaler SV
- David Odonkor (* 1984), Spieler in Saison 2021/2022 und vorher u. a. bei Borussia Dortmund & Betis Sevilla sowie deutscher Nationalspieler
- Denis Omerbegović (* 1986), Spieler von 2014 bis 2015 und vorher Spieler bei Vereinen in Deutschland und Rumänien
- Lukas Raeder (* 1993), zweimaliger Bundesligaspieler beim FC Bayern München sowie Profi in England (Bradford City), Bulgarien (Lokomotive Plowdiw) und Portugal (Vitória Setúbal )
- Yanni Regäsel (* 1996), Spieler von 2023 bis 2024 (mit Unterbrechung) und vorher u. a. bei Hertha BSC und Eintracht Frankfurt
- Erich Schanko (1919–2005), Spieler bis 1947 und später bei Borussia Dortmund sowie deutscher Nationalspieler